# Geometra deleta
Geometra deleta là một loài bướm đêm trong họ Geometridae.